# Beate Granzow
Beate Granzow (* 27. Dezember 1940 in Hamburg) ist eine deutsche Sängerin und Schauspielerin.

## Leben
Beate Granzow erhielt ihre Ausbildung zuerst zur Tänzerin an der Hamburgischen Staatsoper; anschließend war sie vier Jahre lang im Hamburger Fernsehballett tätig und absolvierte daneben ein Gesangsstudium.
Es folgten Engagements als Tanzsoubrette am Operettenhaus Hamburg, am Theater an der Wien und an den Grazer Bühnen. Über 40 Jahre stand die freischaffende Künstlerin auf den großen Operetten- und Musicalbühnen. Der Regisseur und langjährige Intendant des Staatstheaters am Gärtnerplatz München Kurt Pscherer weckte und förderte Mitte der 1970er Jahre Beate Granzows Allround-Talent: In der Titelrolle im Musical Gigi stand sie ab 1978 zehn Jahre lang neben Johannes Heesters, Luise Ullrich und Béla Erny auf der Bühne des Gärtnerplatztheaters. Die 150. Gigi-Vorstellung anlässlich des 85. Geburtstages von Heesters nahm sie zum Anlass, sich von dieser Rolle zu trennen und sie avancierte zur viel gefragten und umjubelten Musical-Darstellerin an den Bühnen Graz, am Berliner Theater des Westens, an der Volksoper Wien, am Theater an der Wien, bei den Bregenzer Festspielen, am Staatstheater Saarbrücken, Theater Koblenz, Stadttheater St. Gallen, Luzerner Theater, den Städtischen Bühnen Augsburg und in unzähligen Fernsehproduktionen und -shows.
Ihre Paraderollen waren Bianca in Kiss me, Kate, Velma Kelly in Chicago, Dolly in Hello, Dolly!, die Mutter Oberin in Dan Goggins Nonnsense, Anita in der West Side Story und Mama Rose in Gypsy von Jule Styne. Beate Granzow verabschiedete sich mit dieser Partie im Frühjahr 2002 am Theater der Landeshauptstadt Magdeburg von ihrem Publikum und lebt heute mit ihrem Mann Dieter Heckmann in Ostfriesland.